# Sîneavka, Turiisk
Sîneavka (în ucraineană Синявка) este un sat în comuna Novîi Dvir din raionul Turiisk, regiunea Volînia, Ucraina.

## Demografie
Componența lingvistică a localității Sîneavka
     Ucraineană (100%)
Conform recensământului din 2001, toată populația localității Sîneavka era vorbitoare de ucraineană (100%).